# 18e cérémonie des British Independent Film Awards
La 18e cérémonie des British Independent Film Awards (BIFA), organisée par le jury du Festival de Raindance, a eu lieu le 6 décembre 2015, et a récompensé les films indépendants réalisés dans l'année.
Les nominations ont été annoncées le 3 novembre 2015.

## Palmarès

### Meilleur film
- Ex machina
  - 45 Years
  - Amy
  - The Lobster
  - Macbeth

### Meilleur réalisateur
- Alex Garland pour Ex machina
  - Andrew Haigh pour 45 Years
  - Asif Kapadia pour Amy
  - Yorgos Lanthimos pour The Lobster
  - Justin Kurzel pour Macbeth

### Meilleur acteur
- Tom Hardy pour le rôle de Ronald et Reginald Kray dans Legend
  - Tom Courtenay pour le rôle de Geoff Mercer dans 45 Years
  - Colin Farrell pour le rôle de David dans The Lobster
  - Michael Fassbender pour le rôle de Macbeth dans Macbeth
  - Tom Hiddleston pour le rôle du Dr Robert Laing dans High-Rise

### Meilleure actrice
- Saoirse Ronan pour le rôle d'Eilis Lacey dans Brooklyn
  - Marion Cotillard pour le rôle de Lady Macbeth dans Macbeth
  - Carey Mulligan pour le rôle de Maud dans Les Suffragettes (Suffragette)
  - Charlotte Rampling pour le rôle de Kate Mercer dans 45 Years
  - Alicia Vikander pour le rôle de Gerda Wegener dans Danish Girl

### Meilleur acteur dans un second rôle
- Brendan Gleeson pour le rôle de Steed dans Les Suffragettes (Suffragette)
  - Luke Evans pour le rôle de Richard Wilder dans High-Rise
  - Domhnall Gleeson pour le rôle de Jim Farrell dans Brooklyn
  - Sean Harris pour le rôle de Macduff dans Macbeth
  - Ben Whishaw pour le rôle du boiteux dans The Lobster

### Meilleure actrice dans un second rôle
- Olivia Colman pour le rôle de la directrice de l'hôtel dans The Lobster
  - Helena Bonham Carter pour le rôle d'Edith New dans Les Suffragettes (Suffragette)
  - Anne-Marie Duff pour le rôle de Violet Cambridge dans Les Suffragettes (Suffragette)
  - Sienna Miller pour le rôle de Charlotte Melville dans High-Rise
  - Julie Walters pour le rôle de Madge Kehoe dans Brooklyn

### Meilleur espoir
- Abigail Hardingham pour le rôle de Holly dans Nina Forever
  - Agyness Deyn pour le rôle de Chris Guthrie dans Sunset Song
  - Mia Goth pour le rôle de Milja dans The Survivalist
  - Milo Parker pour le rôle de Roger Munro dans Mr. Holmes
  - Bel Powley pour le rôle de la princesse Margaret dans A Royal Night Out

### Meilleur scénario
- Ex machina – Alex Garland
  - 45 Years – Andrew Haigh
  - Brooklyn – Nick Hornby
  - High-Rise – Amy Jump (en)
  - The Lobster – Yórgos Lánthimos et Efthýmis Filíppou

### Meilleure production
- Kajaki: The True Story – Paul Kattis et Andrew De Lotbiniere
  - 45 Years – Triston Goligher
  - Amy – James Gay-Rees
  - The Lobster – Ceci Dempsey, Ed Guiney, Yorgos Lanthimos et Lee Magiday
  - The Violators – David A Hughes et David Moores

### Meilleur technicien
- Ex machina – Andrew Whitehurst (effets visuels)
  - Macbeth – Adam Arkapaw (photographie)
  - Ex machina – Mark Digby (décors)
  - Amy – Chris King (montage)
  - Brooklyn – Fiona Weir (casting)

### Meilleur documentaire
- Dark Horse: The Incredible True Story of Dream Alliance
  - Amy
  - How To Change The World
  - Palio
  - A Syrian Love Story

### Meilleur film indépendant international
- Room  États-Unis
  - Carol  États-Unis
  - Force Majeure (Turist)  Suède  France
  - Girlhood  France
  - Son of Saul (Saul fia)  Hongrie

### Douglas HickoxAward
Meilleur premier film.
- Stephen Fingleton – The Survivalist
  - Corin Hardy – The Hallow
  - Paul Katis – Kajaki: The True Story
  - Chris & Ben Blaine – Nina Forever
  - John Maclean – Slow West

### Discovery Award
- Orion: The Man Who Would Be King
  - Aaaaaaaah!
  - Burn Burn Burn
  - The Return
  - Winter

### Richard Harris Award
- Chiwetel Ejiofor

### Variety Award
- Kate Winslet